# Bysvarpet
Bysvarpet är en sjö i Kalix kommun i Norrbotten och ingår i Sangisälvens huvudavrinningsområde.